# Golden Globe de la révélation féminine de l'année
Le Golden Globe de la révélation féminine de l'année (New Star Of The Year - Actress) est une récompense cinématographique décernée annuellement de 1948 à 1983 par la Hollywood Foreign Press Association.
Exceptionnellement, un seul trophée récompensant la « révélation de l'année » (hommes et femmes confondus) a été décerné en 1951 et 1982.
Un Golden Globe de la révélation féminine étrangère de l'année (New Foreign Star of the Year - Actress) a été décerné pour la seule année 1957.

## Palmarès
Les lauréates sont indiqués en gras.

### Années 1940

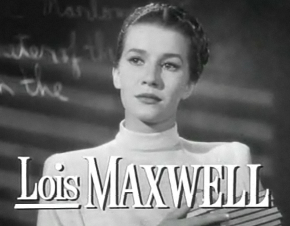
Lois Maxwell, première lauréate du Golden Globe de la révélation féminine.

- 1948 : Lois Maxwell pour Scandale en Floride (That Hagen Girl)
- 1949 : Non attribué

### Années 1950
- 1950 : Mercedes McCambridge pour Les Fous du roi (All the King's Men)
  - Ruth Roman pour Le Champion (Champion)
- 1951 : Non attribué
- 1952 : Pier Angeli pour Teresa
- 1953 : Colette Marchand pour Moulin Rouge
  - Katy Jurado pour Le train sifflera trois fois (High Noon)
  - Rita Gam pour L'Espion (The Thief)
- 1954 : (ex æquo)
  - 'Bella Darvi pour Le Démon des eaux troubles (Hell and High Water) et L'Égyptien
  - 'Pat Crowley pour L'Éternel féminin (Forever Female) et Un galop du diable
  - 'Barbara Rush pour Le Météore de la nuit (It Came from Outer Space)
- 1955 : (ex æquo)
  - Karen Sharpe pour Écrit dans le ciel (The High and the Mighty)
  - Kim Novak pour Phffft!
  - Shirley MacLaine pour Mais qui a tué Harry ? (The Trouble with Harry)
- 1956 : (ex æquo)
  - Anita Ekberg pour L'Allée sanglante (Blood Alley)
  - Victoria Shaw pour Tu seras un homme, mon fils (The Eddy Duchin Story)
  - Dana Wynter pour Le Train du dernier retour (The View from Pompey's Head)
- 1957 : (ex æquo)
  - Carroll Baker pour Géant (Giant) et La Poupée de chair (Baby Doll)
  - Jayne Mansfield pour La Blonde et moi (The Girl Can't Help It)
  - Natalie Wood pour La Fureur de vivre (Rebel Without a Cause)
  - Taina Elg pour Les Girls
- 1958 : (ex æquo)
  - Carolyn Jones pour La Fureur d'aimer (Marjorie Morningstar)
  - Diane Varsi pour Les Plaisirs de l'enfer (Peyton Place)
  - Sandra Dee pour Femmes coupables (Until They Sail)
- 1959 : (ex æquo)
  - Susan Kohner pour The Gene Krupa Story
  - Tina Louise pour Le Petit Arpent du bon Dieu (God's Little Acre)
  - Linda Cristal pour Vacances à Paris (The Perfect Furlough)
    - Joanna Barnes pour Ma tante (Auntie Mame)
    - Carol Lynley pour Lueur dans la forêt (The Light in the Forest)
    - France Nuyen pour Pacifique sud (film) (South Pacific)

### Années 1960
- 1960 : (ex æquo)
  - Janet Munro pour Darby O'Gill et les Farfadets (Darby O'Gill and The Little People)
  - Tuesday Weld pour Millionnaire de cinq sous (The Five Pennies)
  - Angie Dickinson pour Rio Bravo
  - Stella Stevens pour L'habit ne fait pas le moine (Say One for Me)
    - Carol Lynley pour Fille en blue-jeans (Blue Denim)
    - Diane Baker pour Le Journal d'Anne Frank (The Diary of Anne Frank)
    - Yvette Mimieux pour Les Jeunes Terreurs (Platinum High School)
    - Cindy Robbins pour Cette terre qui est mienne (This Earth Is Mine)
- 1961 : (ex æquo)
  - Ina Balin pour le rôle de Natalie Benzinger dans Du haut de la terrasse (From the Terrace)
  - Nancy Kwan pour le rôle de Suzie Wong dans Le Monde de Suzie Wong (The World of Suzie Wong)
  - Hayley Mills pour le rôle de Pollyanna dans Pollyanna
    - Jill Haworth pour le rôle de Karen dans Exodus
    - Shirley Knight pour le rôle de Reenie Flood dans Ombre sur notre amour (The Dark at the Top of the Stairs)
    - Julie Newmar pour le rôle de Katrin Sveg dans Le Manège du ménage (The Marriage-Go-Round)
- 1962 : (ex æquo)
  - Ann-Margret pour le rôle de Louise dans Milliardaire pour un jour (Pocketful of Miracles)
  - Jane Fonda pour le rôle de June Ryder dans La Tête à l'envers ou Une gamine qui voit grand (Tall Story)
  - Christine Kaufmann pour le rôle de Karin Steinhof dans Ville sans pitié (Town Without Pity)
    - Pamela Tiffin pour le rôle de Nellie Ewell dans Été et Fumées (Summer and Smoke)
    - Cordula Trantow pour le rôle de Geli Raubal dans La Vie privée d'Hitler (Hitler)
- 1963 : (ex æquo)
  - Sue Lyon pour le rôle de Dolores 'Lolita' Haze dans Lolita
  - Patty Duke pour le rôle d'Helen Keller dans Miracle en Alabama (The Miracle Worker)
  - Rita Tushingham pour le rôle de Jo dans Un goût de miel (A Taste Of Honey)
    - Daliah Lavi pour le rôle de Veronica dans Quinze jours ailleurs (Two Weeks In Another Town)
    - Janet Margolin pour le rôle de Lisa Brandt dans David et Lisa (David and Lisa)
    - Suzanne Pleshette pour le rôle de Prudence Bell dans Amours à l'italienne (Rome Adventure)
- 1964 : (ex æquo)
  - Tippi Hedren pour le rôle de Melanie Daniels dans Les Oiseaux (The Birds)
  - Ursula Andress pour le rôle d'Honey Rider dans James Bond 007 contre Dr No (Dr No)
  - Elke Sommer pour le rôle d'Inger Lisa Andersson dans Pas de lauriers pour les tueurs (The Prize)
    - Leslie Parrish pour le rôle de Jan Brasher dans Trois Filles à marier (For Love or Money)
    - Joey Heatherton pour le rôle de Laura Mae Brown dans Le Motel du crime (Twilight of Honor)
    - Maggie Smith pour le rôle de Mlle Mead dans Hôtel international (The V.I.P.s)
- 1965 : (ex æquo)
  - Mia Farrow pour le rôle de Karen Eriksson dans Les Canons de Batasi (Guns at Batasi)
  - Celia Kaye pour le rôle de Karana dans L'Île des dauphins bleus (Island Of The Blue Dolphins)
  - Mary Ann Mobley pour le rôle de Teresa 'Terry' Taylor dans Get Yourself a College Girl!
- 1966 : Elizabeth Hartman pour le rôle de Selina D'Arcey dans Un coin de ciel bleu (A Patch of Blue)
  - Maura McGiveney pour le rôle de Claire Hackett dans Ne pas déranger SVP (Do Not Disturb)
  - Geraldine Chaplin pour le rôle de Tonia Jivago dans Le Docteur Jivago (Doctor Zhivago)
  - Donna Butterworth pour le rôle de Donna Peyton dans Les Tontons farceurs (The Family Jewels)
  - Rosemary Forsyth pour le rôle de Jennie Anderson dans Les Prairies de l'honneur (Shenandoah)
- 1967 : Camilla Sparv pour le rôle d'Inger Knudson dans Un truand (Dead Heat on a Merry-Go-Round)
  - Candice Bergen pour le rôle de Shirley Eckert dans La Canonnière du Yang-Tsé (The Sand Pebbles)
  - Lynn Redgrave pour le rôle de Georgy dans Georgy Girl
  - Jessica Walter pour le rôle de Pat Stoddard dans Grand Prix
  - Marie Gomez pour le rôle de Chiquita dans Les Professionnels (The Professionals)
- 1968 : Katharine Ross pour le rôle d'Elaine Robinson dans Le Lauréat (The Graduate)
  - Sharon Tate pour le rôle de Jennifer North dans La Vallée des poupées (Valley of the Dolls)
  - Katharine Houghton pour le rôle de Joey Drayton dans Devine qui vient dîner… (Guess Who's Coming to Dinner)
  - Pia Degermark pour le rôle d'Elvira Madigan, alias Hedvig Jensen dans Elvira Madigan
  - Faye Dunaway pour le rôle de Lou McDowell dans Que vienne la nuit (Hurry Sundown)
  - Greta Baldwin pour le rôle de Maggie dans Rogue's Gallery
- 1969 : Olivia Hussey pour le rôle de Juliette dans Roméo et Juliette (Romeo and Juliet)
  - Ewa Aulin pour le rôle de Candy Christian dans Candy
  - Barbara Hancock pour le rôle de Susan Mahonney dans La Vallée du bonheur (Finian's Rainbow)
  - Sondra Locke pour le rôle de Mick dans Le cœur est un chasseur solitaire (The Heart is a Lonely Hunter)
  - Leigh Taylor-Young pour le rôle de Nancy dans Le Baiser papillon (I Love You, Alice B. Toklas)
  - Jacqueline Bisset pour le rôle de Vickie Cartwright dans Fureur à la plage (The Sweet Ride)

### Années 1970
- 1970 : Ali MacGraw pour le rôle de Brenda Patimkin dans Goodbye Columbus
  - Dyan Cannon pour le rôle d'Alice Henderson dans Bob et Carole et Ted et Alice
  - Goldie Hawn pour le rôle de Toni Simmons dans Fleur de cactus (Cactus Flower)
  - Marianne McAndrew pour le rôle d'Irene Molloy dans Hello, Dolly!
  - Brenda Vaccaro pour le rôle de Molly Hirsch dans Where It's at
- 1971 : Carrie Snodgress pour le rôle de Tina Balser dans Journal intime d'une femme mariée (Diary of a Mad Housewife)
  - Anna Calder-Marshall pour le rôle de Millie Dobbs dans Pussycat, Pussycat, I Love You (en)
  - Jane Alexander pour le rôle d'Eleanor Backman dans L'Insurgé (The Great White Hope)
  - Lola Falana pour le rôle d'Emma Jones dans On n'achète pas le silence (The Liberation of L.B. Jones)
  - Angel Tompkins pour le rôle d'Helene Donnelly dans Une certaine façon d'aimer (I Love My Wife)
  - Marlo Thomas pour le rôle de Jenny dans Jenny (en)
- 1972 : Twiggy pour le rôle de Polly Browne dans The Boy Friend
  - Sandy Duncan pour le rôle de Katie Dooley dans La Cane aux œufs d'or (The Million Dollar Duck)
  - Delores Taylor pour le rôle de Jean Roberts dans Billy Jack
  - Cybill Shepherd pour le rôle de Jacy Farrow dans La Dernière Séance (The Last Picture Show)
  - Janet Suzman pour le rôle d'Alexandra dans Nicolas et Alexandra (Nicholas and Alexandra)
- 1973 : Diana Ross pour le rôle de Billie Holiday dans Lady Sings the Blues
  - Sian Barbara Allen pour le rôle de Kathleen dans You'll Like My Mother
  - Marisa Berenson pour le rôle de Natalia Landauer dans Cabaret
  - Mary Costa pour le rôle de Jetty Treffz dans Toute la ville danse (The Great Waltz )
  - Madeline Kahn pour le rôle d'Eunice Burns dans On s'fait la valise, docteur ? (What's Up, Doc?)
  - Victoria Principal pour le rôle de Maria Elena dans Juge et Hors-la-loi (The Life and Times of Judge Roy Bean)
- 1974 : Tatum O'Neal pour le rôle d'Addie Loggins dans La Barbe à papa (Paper Moon)
  - Kay Lenz pour le rôle d'Edith Alice 'Breezy' Breezerman dans Breezy
  - Michelle Phillips pour le rôle de Billie Frechette dans Dillinger
  - Linda Blair pour le rôle de Regan Theresa MacNeil dans L'Exorciste (The Exorcist)
  - Barbara Sigel dans Time to Run
- 1975 : Susan Flannery pour le rôle de Lorrie dans La Tour infernale (The Towering Inferno)
  - Julie Gholson pour le rôle de Mary Call dans Where the Lilies Bloom
  - Valerie Harper pour le rôle de la femme de Bean dans Les Anges gardiens (Freebie and the Bean )
  - Helen Reddy pour le rôle de la sœur Ruth dans 747 en péril (Airport 1975)
  - Ann Turkel pour le rôle de Buffy dans Refroidi à 99 % (99 and 44/100% Dead)
- 1976 : Marilyn Hassett pour le rôle de Jill Kinmont dans Un jour, une vie (The Other Side of the Mountain)
  - Stockard Channing pour le rôle de Freddie dans La Bonne Fortune (The Fortune)
  - Jeannette Clift pour le rôle de Corrie dans The Hiding Place
  - Barbara Carrera pour le rôle d'Eula dans El Pistolero (The Master Gunfighter)
  - Lily Tomlin pour le rôle de Linnea Reese dans Nashville
  - Ronee Blakley pour le rôle de Barbara Jean dans Nashville
- 1977 : Jessica Lange pour le rôle de Dwan dans King Kong
  - Melinda Dillon pour le rôle de Mary/Memphis Sue dans En route pour la gloire (Bound for Glory)
  - Andrea Marcovicci pour le rôle de Florence Barrett dans Le Prête-nom (The Front)
  - Mariel Hemingway pour le rôle de Chris McCormick dans Viol et Châtiment (Lipstick)
  - Gladys Knight pour le rôle de Maria Wilson dans Pipe Dreams
- 1978 : Non attribué
- 1979 : Irene Miracle pour le rôle de Susan dans Midnight Express
  - Annie Potts pour le rôle de Vanessa dans Corvette Summer
  - Anita Skinner pour le rôle d'Anne Munroe dans Girlfriends
  - Mary Steenburgen pour le rôle de Julia Tate Moon dans En route vers le sud (Goin' South)
  - Anne Ditchburn pour le rôle de Sarah Gantz dans Slow Dancing in the Big City

### Années 1980
- 1980 : Bette Midler pour le rôle de Mary Rose "The Rose" Foster dans The Rose
  - Susan Anton pour le rôle de Goldine Serafin dans De l'or au bout de la piste (Goldengirl)
  - Bo Derek pour le rôle de Jenny Hanley dans Elle (10)
  - Lisa Eichhorn pour le rôle de Jean dans Yanks
  - Lynn-Holly Johnson pour le rôle d'Alexis Winston dans Château de rêves (Ice Castles)
- 1981 : Nastassja Kinski pour le rôle Tess d'Urberville dans Tess
  - Cathy Moriarty pour le rôle de Vickie LaMotta dans Raging Bull
  - Nancy Allen pour le rôle de Liz Blake dans Pulsions (Dressed to Kill)
  - Dolly Parton pour le rôle de Doralee Rhodes dans Comment se débarrasser de son patron (Nine to Five)
  - Debra Winger pour le rôle de Sissy dans Urban Cowboy
- 1982 : (Un seul trophée) Pia Zadora pour le rôle de Kady Tyler dans Butterfly
  - Elizabeth McGovern pour le rôle d'Evelyn Nesbit Thaw dans Ragtime
  - Howard E. Rollins Jr. pour le rôle de Coalhouse Walker Jr. dans Ragtime
  - Kathleen Turner pour le rôle de Matty Walker dans La Fièvre au corps (Body Heat)
  - Rachel Ward pour le rôle de Dominoe dans L'Anti-gang (Sharky's Machine)
- 1983 : Sandahl Bergman pour le rôle de Valéria dans Conan le Barbare (Conan the Barbarian)
  - Lisa Blount pour le rôle de Lynette Pomeroy dans Officier et Gentleman (An Officer and a Gentleman)
  - Aileen Quinn pour le rôle d'Annie dans Annie
  - Amy Madigan pour le rôle de Terry Jean Moore dans Love Child
  - Katherine Healy pour le rôle de Nicole Dreyfus dans Six Weeks
  - Molly Ringwald pour le rôle de Miranda Dimitrius dans Tempête (Tempest)

## Anecdotes
- En 1982, la Hollywood Foreign Press Association a été sérieusement mise en cause après que l'on eut appris que l'attribution de la récompense à la chanteuse-comédienne Pia Zadora (Golden Globe de la révélation de l'année) avait été précédée d'un séjour à Las Vegas offert aux membres de la HFPA par le mari de celle-ci, le producteur Meshulam Riklis[1]. Cette polémique a contribué à l'abandon de la catégorie.
- 3 actrices ont remporté la même année deux récompenses pour deux films différents : Bella Darvi et Pat Crowley en 1954 et Carroll Baker en 1957.